# Ralph Hutton
Ralph Hutton, född 6 mars 1948 i Ocean Falls i British Columbia, är en kanadensisk före detta simmare.
Hutton blev olympisk silvermedaljör på 400 meter frisim vid sommarspelen 1968 i Mexico City.